# Дубрівська сільська територіальна громада
Дубрівська сільська громада — територіальна громада в Україні, у Звягельському районі Житомирської області. Адміністративний центр — село Дубрівка.

## Загальна інформація
Площа території громади — 173 км², кількість населення — 3 747 осіб (2020).
Станом на 2018 рік, площа території громади становила 173,66 км², кількість населення — 3 950 осіб.

## Населені пункти
До складу громади входять 12 сіл: Вересна, Глинянка, Дубрівка, Забара, Закриниччя, Зелений Гай, Зірка, Красуля, Мокре, Радулин, Стовпи, Хижівка.

## Історія
Громада утворена 10 серпня 2015 року, в ході адміністративно-територіальної реформи 2015 року. До складу громади увійшли Дубрівська, Мокренська, Радулинська та Хижівська сільські ради Баранівського району, які 10 серпня 2015 року ухвалили рішення про добровільне об'єднання громад. 14 серпня 2015 року утворення громади затверджене рішенням Житомирської обласної ради.
Відповідно до розпорядження Кабінету Міністрів України № 711-р від 12 червня 2020 року «Про визначення адміністративних центрів та затвердження територій територіальних громад Житомирської області», склад громади залишено без змін.
Відповідно до постанови Верховної Ради України від 17 червня 2020 року «Про утворення та ліквідацію районів», громада увійшла до складу новоствореного Новоград-Волинського району (з 2022 року — Звягельського) Житомирської області.